# Lamayuru

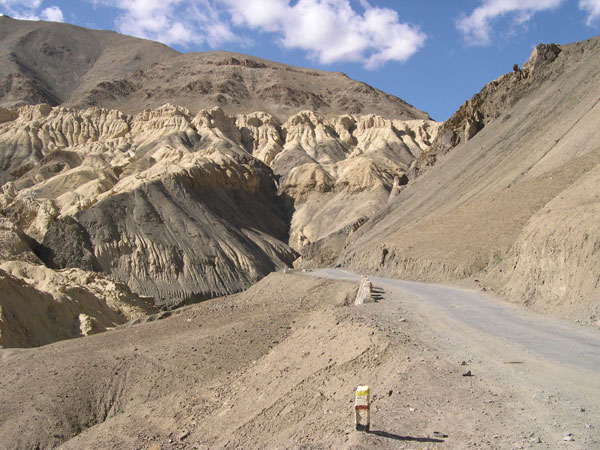
Paisatge de Lamayuru, amb el fons de llac dessecat

El gompa, o monestir, de Lamayuru es troba al districte de Ladakh (Jammu i Caixmir, Índia), proper a la vall de l'Indus, a la riba esquerra i en una zona elevada. Els edificis estan assentats sobre un terreny format per les restes del fons d'un antic llac dessecat, que configura un paisatge força particular.
També és conegut amb el nom de monestir de Tharpa Ling. Es tracta d'un dels conjunts més antics de la regió i pertany a l'orde kagyu. La llegenda diu que un dels fundadors d'aquest orde, Naropa (1016-1100), va meditar en una cova propera. Anteriorment un dels deixebles de Buda, l’ahrat Nyimagongpa, havia fet un viatge aeri sobrenatural fins aquest indret i havia obert una bretxa al llit del llac, dessecant-lo i deixant als pobladors noves terres cultivables.
Rinchen Sangpo (958-1055), a qui hom li atribueix la fundació d'una llarga llista de monestirs, va aixecar diversos edificis, origen dels actuals. A finals del segle xvi el rei Jamyang va donar aquest monestir a un lama kgyupa en agraïment per una curació miraculosa.
El temple de Sengesang és la resta més antiga del monestir, que és ocupat per uns dos centenars de monjos. El monestir s'assenta en diverses construccions, nivells i èpoques. Guarda una àmplia col·lecció d'imatges i pintures murals.

## Bibliografia

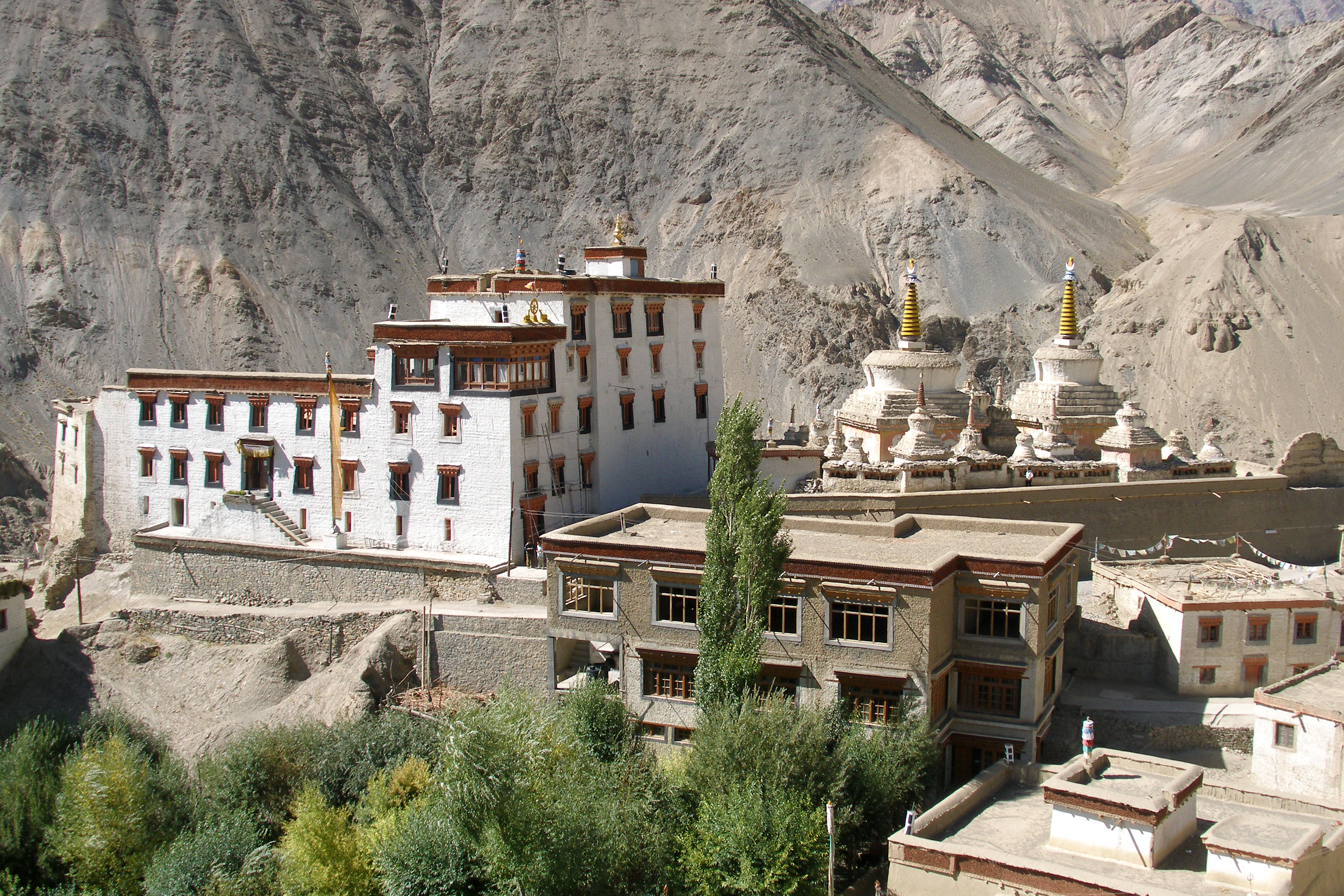
Gompa de Lamayuru
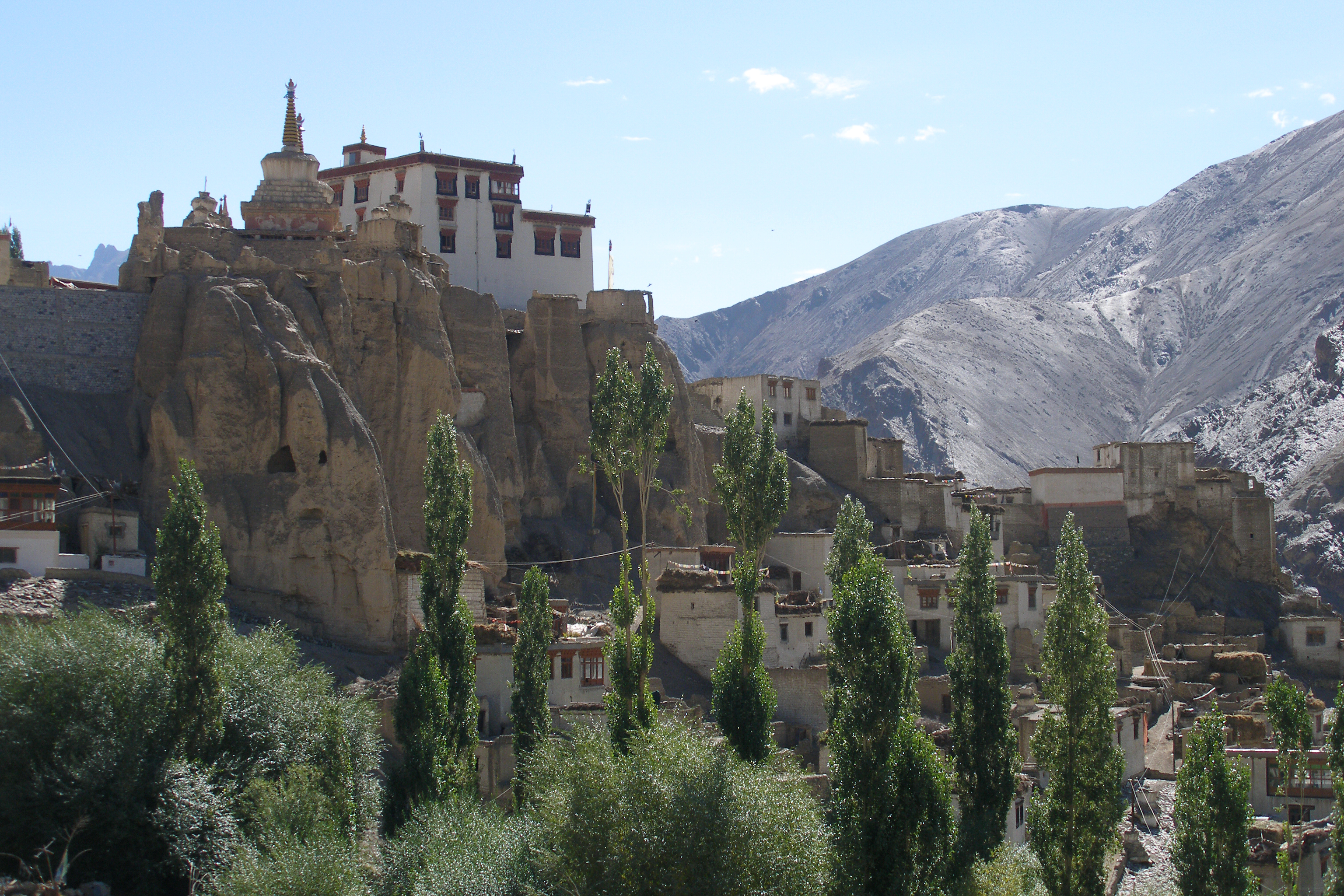
Gompa de Lamayuru
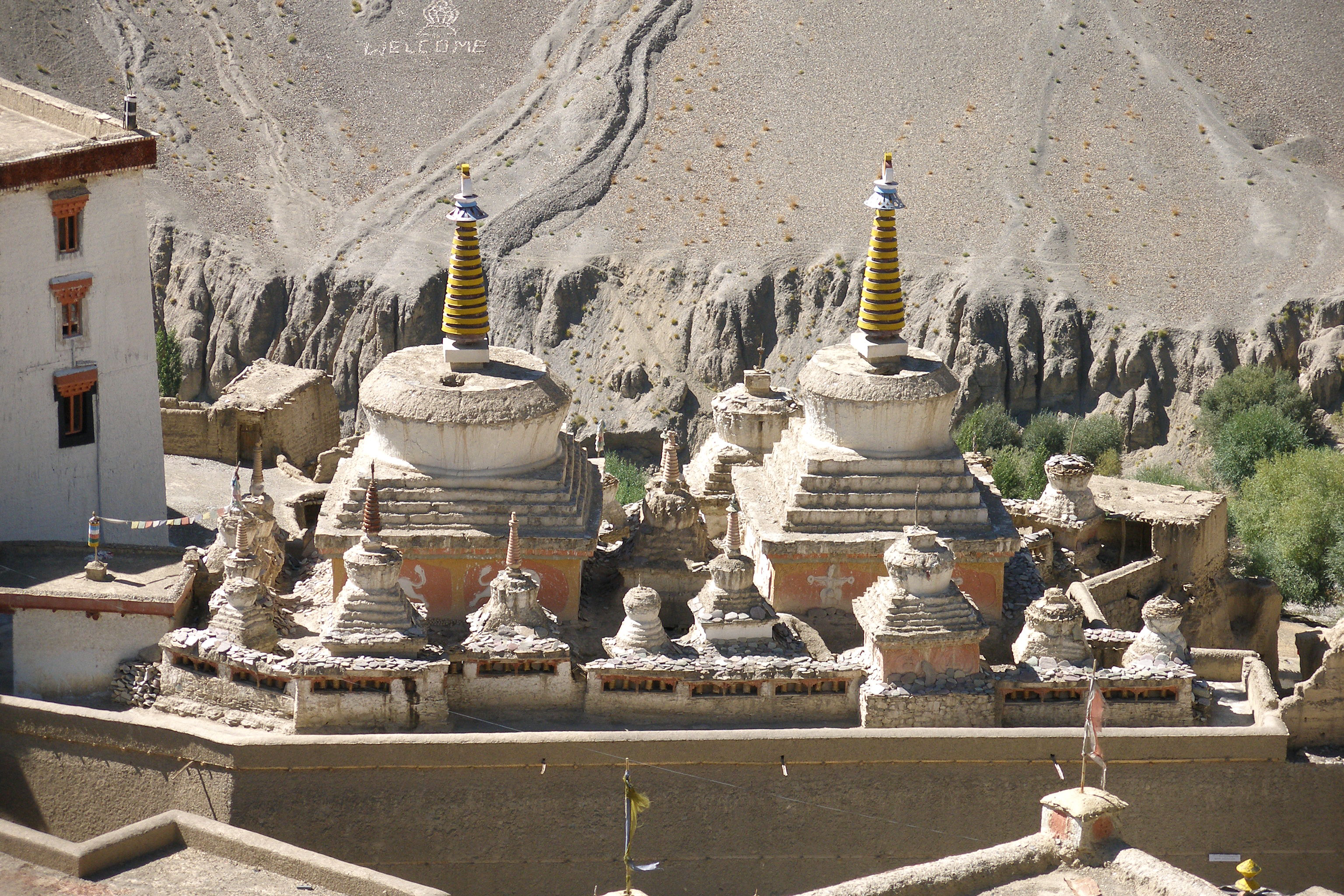
Chortens a l'exterior del monestir
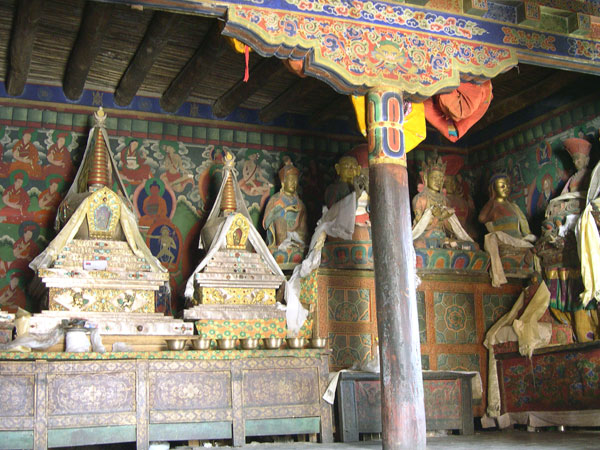
Interior d'una capella
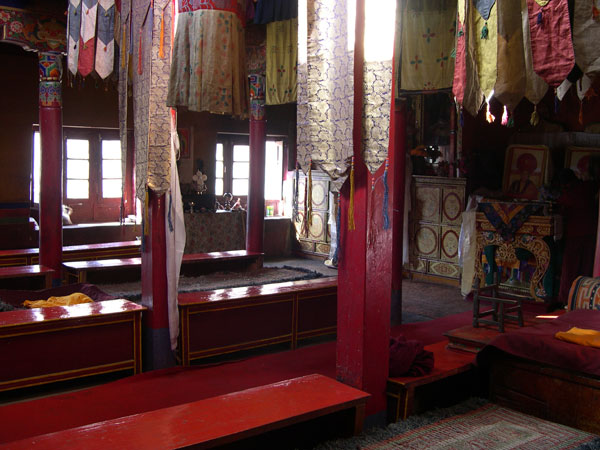
Sala d'oracions
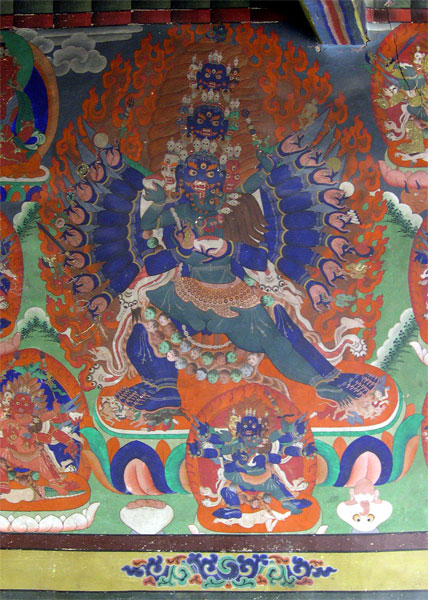
Pintura mural del monestir